# Outros esportes praticados pelo Futbol Club Barcelona
Esta é uma lista de modalidades praticadas pelo FC Barcelona além do futebol:

## Andebol
A equipa de andebol do FC Barcelona disputa a Liga ASOBAL, da qual é a atual campeã.

### Troféus

#### Internacionais
- 5 IHF Super Globe: 2013, 2014, 2017, 2018, 2019.
- 9 Ligas dos Campeões EHF: 1990-91, 1995-96, 1996-97, 1997-98, 1998-99, 1999-00, 2004-05, 2010-11, 2014-2015
- 5 Taças dos Vencedores de Taças: 1983-84, 1984-85, 1985-86, 1993-94, 1994-95.
- 1 Taça EHF: 2002-03.
- 5 Supertaças Europeias: 1995, 1996, 1997, 1998, 2002.

#### Nacionais
- 27 Campeonatos Espanhóis: 1968–69, 1972–73, 1979–80, 1981–82, 1985–86, 1987–88, 1988–89, 1989–90, 1990–91, 1991–92, 1995–96, 1996–97, 1997–98, 1998-99, 1999-2000, 2002-03, 2005-06, 2010-11, 2011-12, 2012-13, 2013-14, 2014-15, 2015-16, 2016-17, 2017–18, 2018–19, 2019–20
- 24 Taças do Rei: 1968–69, 1971–72, 1972–73, 1982–83, 1983–84, 1984–85, 1987–88, 1989–90, 1992–93, 1993–94, 1996–97, 1997–98, 1999–2000, 2003–04, 2006-07, 2008-09, 2009–10, 2013-14, 2014-15, 2015-16, 2016–17, 2017–18, 2018–19, 2019-20
- 15 Taças ASOBAL: 1994–95, 1995–96, 1999–00, 2000–01, 2001–02, 2009–10, 2011–12, 2012–13, 2013–14, 2014–15, 2015–16, 2016–17, 2017–18, 2018–19, 2019-20
- 23 Supertaças de Espanha: 1986–87, 1988–89, 1989–90, 1990–91, 1991–92, 1993–94, 1996–97, 1997–98, 1999–00, 2000–01, 2003–04, 2006–07, 2008–09, 2009–10, 2012–13, 2013–14, 2014–15, 2015–16, 2016–17, 2017–18, 2018–19, 2019–20, 2020-21
- 6 Campeonatos de Espanha: 1944–45, 1945–46, 1946–47, 1948–49, 1950–51, 1956–57

## Futsal
A equipa de futsal do FC Barcelona disputa a Primera Divisón.
Originalmente, o FC Barcelona começou a jogar futsal em 1978 até 1982, ano em que a modalidade foi dissolvida. Mais tarde, em 1986, a modalidade foi recuperada. A equipa de futsal joga no pavilhão Palau Blaugrana, com capacidade para 7585 pessoas.

### Troféus
- 4 Ligas Nacionais de Fútbol Sala: 2010–11, 2011–12, 2012–13, 2018–19
- 7 Taças do Rei: 2010–11, 2011–12, 2012–13, 2013–14, 2017–18, 2018–19, 2019-20
- 2 Supertaças de Espanha: 2013, 2019
- 5 Taças de Espanha (LNFS): 2011, 2012, 2013, 2019, 2020
- 3 UEFA Futsal Champions League: 2011–12, 2013–14, 2019–20

## Râguebi
A seção de râguebi do FC Barcelona foi criada em 1924, obra dos gerentes Massana e Cusell, apesar de no princípio do século, com Baltasar Albèniz de promotor, alguns sócios do clube terem disputado partidas com o nome do clube. 
Antes da Guerra Civil Espanhola o clube havia conseguido três campeonatos da Espanha. 
Durante os anos 40 e 50 continuou a ser o principal clube da Espanha, conquistando 10 campeonatos de Espanha e as duas primeiras ligas espanholas, em 1953 e 1954.  
Nos anos 1960 o clube diminuiu o apoio à seção de râguebi, que foi relegado para segundo nível no panorama do râguebi tanto catalão como espanhol.
Tem o seu campo de jogo na cidade desportiva do FC Barcelona, em Sant Joan Despi. A equipa sénior A, graças a um acordo de cesão de direitos com a USAP Barcelona, compete atualmente na División de Honra A. A equipa sénior B compete na Primeira Nacional (terceira categoria de râguebi em Espanha depois da Divisão A e da Divisão de Honra B), enquanto a equipa sénior C compete na Primeira Catalã. O FC Barcelona é um dos clubes mais homenageados da Espanha graças aos títulos conquistados entre os anos 1940 e 1960.

### Troféus
- 16 Campeonatos de Espanha: 1926, 1930, 1932, 1942, 1944, 1945, 1946, 1950, 1951, 1952, 1953, 1955, 1956, 1965, 1983 e 1985.
- 1 Supertaça de Espanha: 1983.
- 2 Ligas espanholas: 1953 e 1954.
- 2 Ligas de Clubes do Levante: 1982 e 1983.
- 1 Taça Ibérica: 1971.
- 1 Taça Pirenéus de Râguebi: 1967.

### Jogadores destacados
- Antes de 1960: Antoni Altisench, Francesc Sardà, Gregori Tarramera, Lluís Cabot i Díaz, Miquel Puigdevall, Eduard Ruiz, Josep Ruiz, Miquel Ruiz, Miquel Blanquet, Martí Corominas, Jordi Juan, A. Gabriel Rocabert, Ramon Rabassa.
- Entre 1960 e 1975: Joan Recasens, Joan Blanch, Josep Blanch, Santos Aguarón, José Gil, Jordi Martínez Picornell.
- Entre 1975 e 1999: Armand Aixut, Enric Font, Manuel Moriche, Cardona, Adrià Rodó, Francesc Baiget, Enric Lobo, Tomás Salvador, Cristian, Dídac,  Alex Vallespín, Sergi Longhney, Alex Villanueva.
- Entre 1999 e 2005: Rafel Vela, Paco Peña, Toni Lucas, Robert Muní, Alex Goñi, Cristian Carci e Alex Vallespin.

## Hóquei em patins
A equipa de Hóquei em Patins do FC Barcelona joga na OK Liga.
A secção de Hóquei em Patins foi fundada em 1942 mas devido aos problemas de campo apenas jogaram uma temporada até 1948, ano em que se iniciou a fantástica história desta secção no seio do clube. Em termos de títulos é a equipa do Mundo com mais sucesso neste desporto, tendo conquistado 33 OK Ligas e 22 Ligas dos Campeões, entre outros títulos.

### Troféus
- 5 Taças Intercontinentais: 1998, 2006, 2008, 2014, 2018.
- 22 Ligas dos Campeões: 1972-1973, 1973–1974, 1977–1978, 1978–1979, 1979–1980, 1980–1981, 1981–1982, 1982–1983, 1983–1984, 1984–1985, 1996–1997, 1999–2000, 2000–2001, 2001–2002, 2003–2004, 2004–2005, 2006–2007, 2007–2008, 2009–2010, 2013–2014, 2014–15, 2017–18.
- 1 Taça das Taças: 1986–1987.
- 1 Taça WSE: 2005–2006.
- 18 Taças Continentais: 1980, 1981, 1982, 1983, 1984, 1985, 1997, 2000, 2001, 2002, 2004, 2005, 2006, 2007, 2008, 2010, 2015, 2018.
- 6 Torneios Cidade de Vigo: 1996, 1997, 2000, 2001, 2004, 2007.
- 3 Taças Ibéricas: 1999–00, 2000–01, 2001–02.
- 1 Taça das Nações: 1995.
- 33 OK Ligas: 1973-1974, 1976–1977, 1977–1978, 1978–1979, 1979–1980, 1980–1981, 1981–1982, 1983–1984, 1984–1985, 1995–1996, 1997–1998, 1998–1999, 1999–2000, 2000–2001, 2001–2002, 2002–2003, 2003–2004, 2004–2005, 2005–2006, 2006–2007, 2007–2008, 2008–2009, 2009–2010, 2011–12, 2013–14, 2014–15, 2015–16, 2016–17, 2017–18, 2018-19, 2019-20, 2020-21, 2022-23.
- 25 Taças do Rei: 1953, 1958, 1963, 1972, 1975, 1978, 1979, 1981, 1985, 1986, 1987, 1994, 2000, 2002, 2003, 2005, 2007, 2011, 2012, 2016, 2017, 2018, 2019, 2022, 2023.
- 12 Supertaças de Espanha: 2004, 2005, 2007, 2008, 2011, 2012, 2013, 2014, 2015, 2017, 2020, 2022.